# Marian Handwerker
Marian Handwerker, né le 14 décembre 1944 à Taldykourgan (URSS), est un réalisateur de cinéma, scénariste et producteur de cinéma belge.

## Biographie
Né le 14 décembre 1944 à Taldykourgan (Kazakhstan, URSS), Marian Handwerker vit depuis 1967 en Belgique, où il a fait toute sa carrière. Diplômé avec la plus grande distinction de l’IAD, section réalisation, il est encore étudiant lorsqu’il dirige ses premiers courts métrages, Les Anars, Bidonville et Tête de Turcs. Son premier long métrage, La Cage aux ours, concourt en 1974 en sélection officielle au festival de Cannes. Il a réalisé depuis de nombreux documentaires et films de fiction pour le cinéma et la télévision. Plusieurs de ses films, parmi lesquels Marie (1992), ont été écrits avec le scénariste Luc Jabon.

## Filmographie

### Réalisateur
Cinéma
- 1974 : La Cage aux ours
- 1984 : Le Voyage d'hiver
- 1992 : Marie, avec Marie Gillain
- 1998 : Pure Fiction, avec Anne Coesens
- 2008 : Combat avec l'ange, avec Pierre Lekeux

Télévision
- 1999 : Docteur Sylvestre
- 2003 : Lucille et le petit prince
- 2006 : Avec le temps

Documentaires
- 1970 : Têtes de Turcs
- 2012 : Qui dira le Kaddish

### Scénariste
- 1983 : Avant la bataille, documentaire